# Maforion

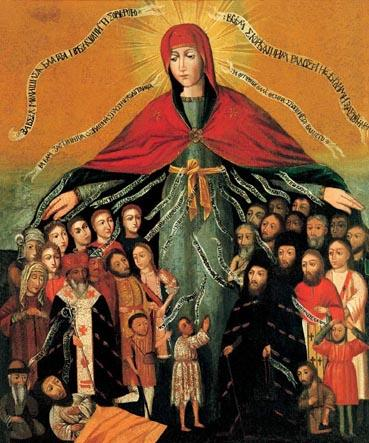
Icono de Protección de la Virgen María llevando un maforion. Ucrania, mediados.

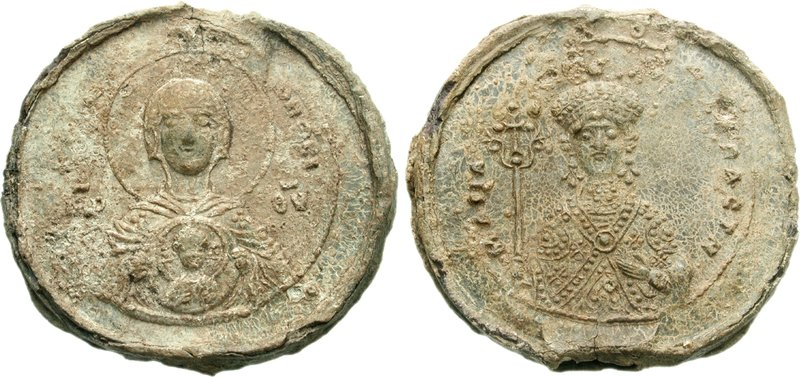
Sello de plomo de la emperatriz María de Alania, 1071-1081 con el busto de la Virgen Theotokos, llevando quitón y maforion.

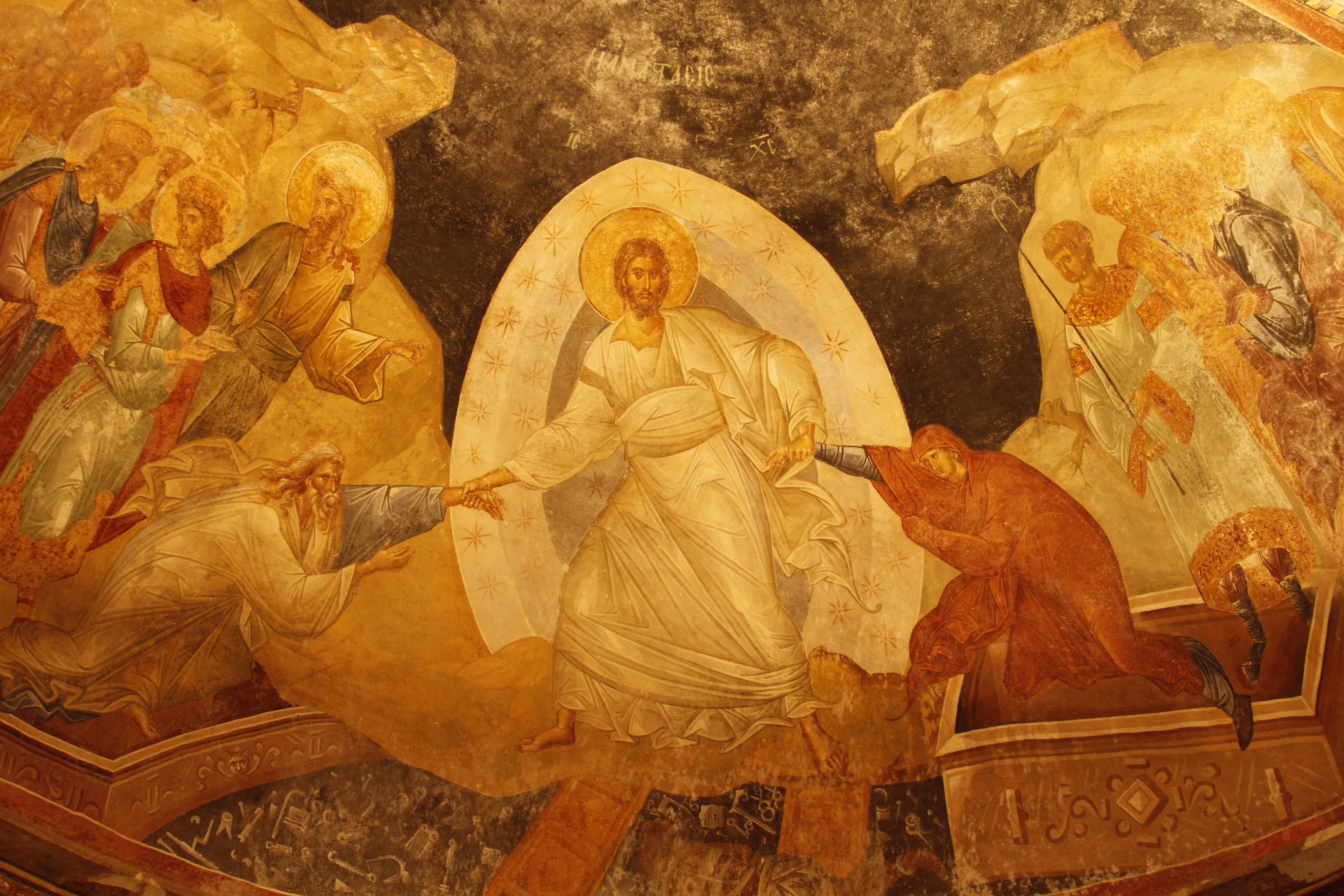
Eva con maforion saliendo del sepulcro en la Anástasis de San Salvador de Cora, Constantinopla (1305-1320).

Un maforion, maforio o maphorion (en griego Μαφόριον 'velo', plural maforien y maforia) es un velo o manto de tela grande que servía para cubrir la cabeza y los hombros de las mujeres nobles griegas, y por extensión, las orientales. 
En la tradición griega-bizantina, se representaba a la Virgen María y otras mujeres santas llevando el maforion. En algunos casos, hasta Eva llega a llevar un maforion como por ejemplo, en la Iglesia de San Salvador de Cora, en el fresco que representa la Bajada a los Infiernos o Anastasis, aparece Cristo que saca a Adán y Eva de sus sepulcros.
En la Virgen Theotokos, cuando está pintada, se la representa iconográficamente con maforion de diversos colores que pueden ser preferentemente, con matices, rojos o púrpuras sobre todo en el arte bizantino e italiano.
Los iconos tradicionalmente representan a la Virgen con un maforion de color rojo 'frambuesa'. Cuando se recalca su dignidad real se utiliza el púrpura y cuando se destaca la maternidad virginal de María, el escarlata, el color de las casadas cristianas sirias. A veces, el maforion puede llevar una orla dorada para remarcar su rostro.

## Reliquia
El Maforion de la Madre de Dios fue una de las reliquias más importantes asociadas con ella. Según la tradición, en el año 474, fue llevada desde una iglesia de Jerusalén en la región de Palestina a Constantinopla. El emperador León I añadió a la Iglesia de Santa María de las Blanquernas levantada en el año 450 en el barrio de Blanquerna por la emperatriz Aelia Pulqueria una capilla circular, un paraclesion llamado Hagia Soros ("relicario sagrado"), para albergar la reliquia del Maforion. 
En crónicas antiguas se decía que además del Maforion, existía en el lugar otras reliquias, un sudario y un cinto de María. Se conservaron las reliquias juntas hasta que todo el complejo, incluyendo las reliquias fueron destruidas por el fuego en 1434. 